# ムラサキヘイシソウ
ムラサキヘイシソウ Sarracenia purpurea L. は、サラセニアの1種で、この属ではもっとも広範囲に分布する。太短い壺状の捕虫葉をつける。

## 特徴
多年生の草本で、袋状の葉をつけ、虫がその中に落ちる落とし穴式の食虫植物。葉は円筒形で、まっすぐには立ち上がらず、斜め上に伸び、長さは30cmほどで径は5-10cmになる。葉色は緑に紫色が乗り、また網目状に紫の筋模様が入る。日当たりが悪いと紫が出にくい。筒状部は太い袋状で、腹側（内側）に幅広い翼がある。筒状部の先端にある蓋は、大きいが直立しており、口を覆うようにはならない。蓋の形は腎臓型、長さは2-5cm。
花茎は高さ15-70cm、花弁は長さ3-6cm、幅は1.5-2.5cm、萼は長さ2-4cm、幅1.5-3.5cm。花弁は中央が左右からくぼんだバイオリン型をしており、色は桃色から淡紅色、暗赤色などだが、まれに黄色のものがある。

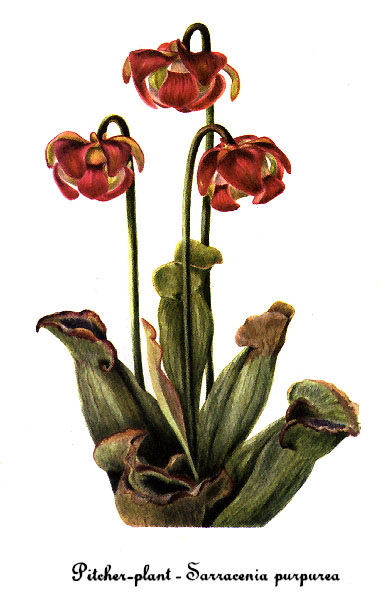
図版
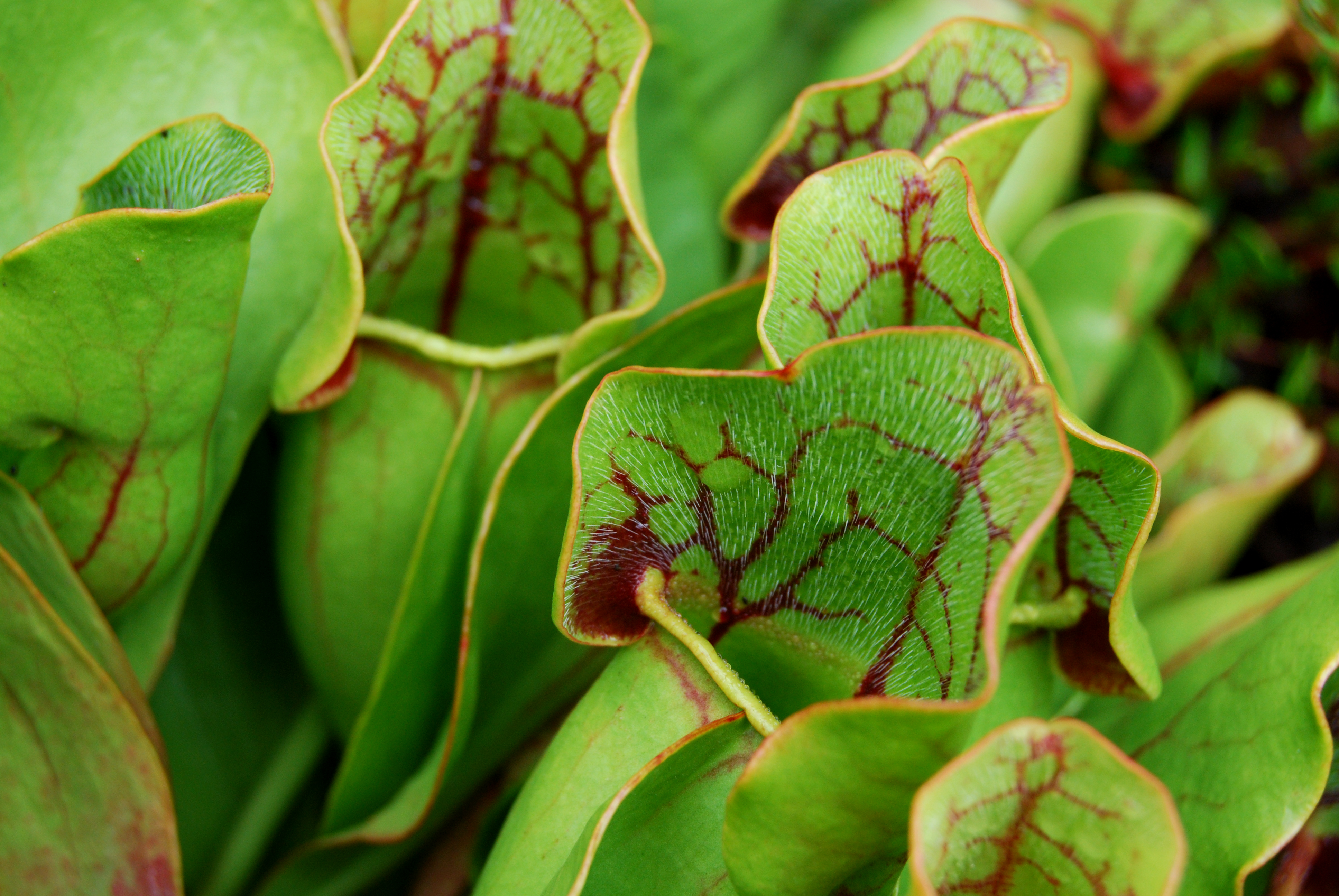
袋の口と蓋
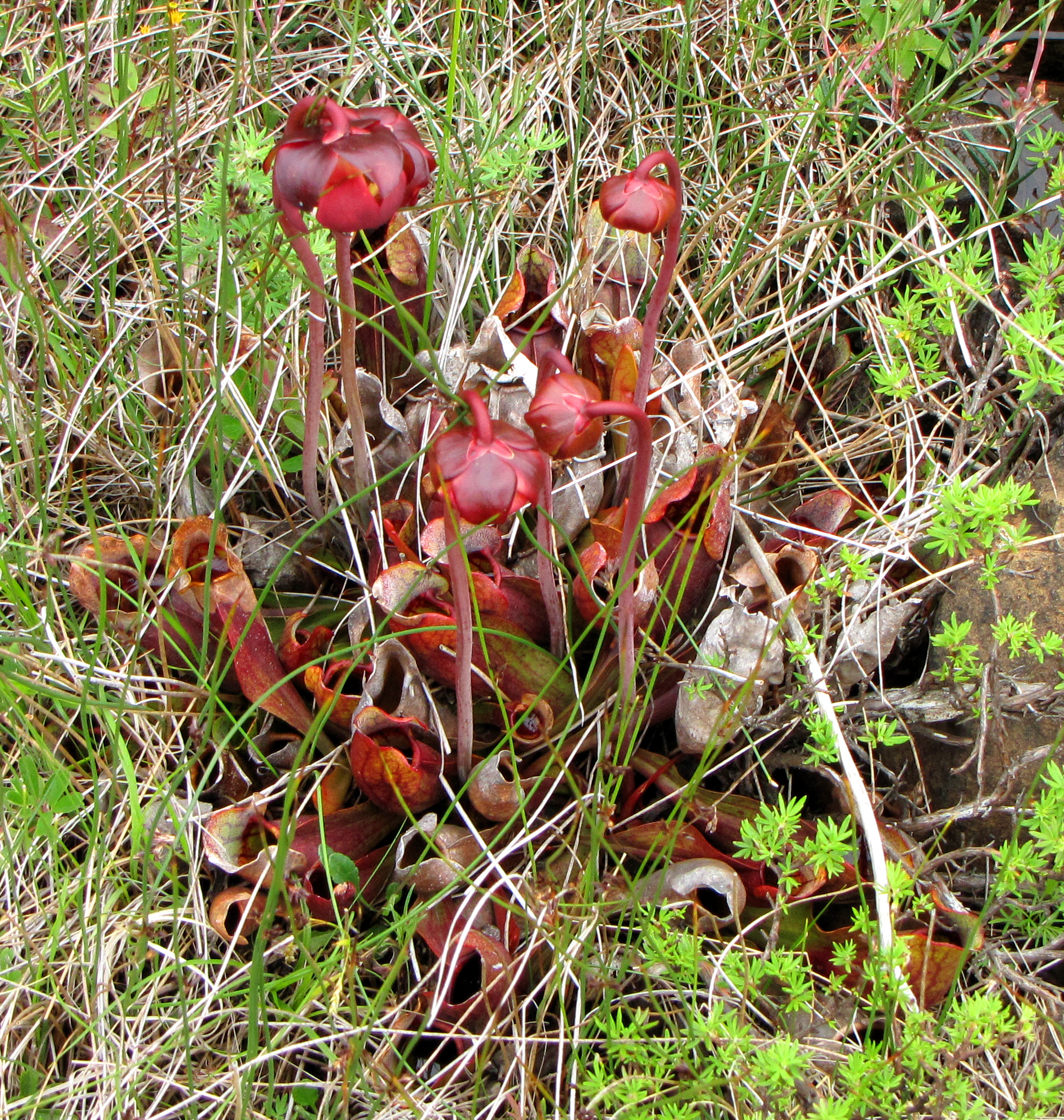
自生状態の開花株

### 名称
和名は上記の通りだが、園芸面などで学名仮名読みのサラセニア・プルプレアも広く用いられる。ちなみに英名はやたらに多く、上掲のようなものがあげられている。ちなみに pitcher plant はヘイシソウ属一般の英名である。

## 分布
北アメリカの東岸全域、五大湖周辺から北はカナダに跨る分布域を持ち、これはこの属の分布域としては最大である。

## 下位分類
本種はこの属のタイプ種であり、また分布も広く、変異も大きい。大まかには北方のものは小型で緑が強く、南方のものは大型で赤みが強いと言われる。
以下の2亜種に分けられる場合がある。
- S. purpurea
  - ssp. purpurea：北方系の亜種で、分布域はニュージャージー州以北。葉が硬く、全体に光沢があり、蓋の部分が葉全体の1/3以下。
  - ssp. venosa：ニュージャージー州以南に分布。葉が柔らかでふっくらした形で、蓋の縁は波打つ。また、外面に毛が多い。

これらには葉色が紫にならないものなどの変種も知られている。

## 利用
観葉植物として栽培される。特に本種はこの属の中では北方まで分布するもので、耐寒性が強い。日本には明治時代中頃に渡来した。広く流通しているのは上記の亜種で言えば ssp. purpurea の方、つまり北方系の系統である。